# NCSS
NCSS, acronimo di Non Commenting Source Statement, è una unità di misura del codice sorgente del software.
Al conteggio contribuiscono solo le linee (dette anche LOC line of code) che effettivamente contengono istruzioni; vengono pertanto ignorati i commenti e le istruzioni spezzate su più righe vengono contate solo una volta.
NCSS e KNCSS sono utilizzati per stimare la dimensione del software all'interno dei modelli per la progettazione di prodotti software cocomo, putnam e altri.

## KNCSS
KNCSS è un multiplo di NCSS, dove un KNCSS è equivalente a mille NCSS.